# Wspólnota administracyjna Pliezhausen
Wspólnota administracyjna Pliezhausen – wspólnota administracyjna (niem. Vereinbarte Verwaltungsgemeinschaft) w Niemczech, w kraju związkowym Badenia-Wirtembergia, w rejencji Tybinga, w regionie Neckar-Alb, w powiecie Reutlingen. Siedziba wspólnoty znajduje się w miejscowości Pliezhausen.
Wspólnota administracyjna zrzesza dwie gminy wiejskie:
- Pliezhausen, 9 329 mieszkańców, 17,31 km²
- Walddorfhäslach, 4 849 mieszkańców, 14,44 km²